# Oljokma
Oljokma, též Olekma (rusky Олёкма, jakutsky Өлүөхүмэ), je řeka v Amurské oblasti, v Zabajkalském kraji a v Jakutské republice v Rusku. Je 1 436 km dlouhá. Povodí má rozlohu 210 000 km².

## Průběh toku
Pramení na Murojském hřbetě v pohoří Oljokminský Stanovik. Teče širokou mezihorskou dolinou nejprve na severovýchod. Poté se stáčí na sever a protéká mezi hřbety Čelbaus na východě a Jižním a Severním Dyryndinskými a Kalarským na západě. Dále pokračuje v hluboké dolině mezi hřbety Udolan a Stanovým, kde překonává peřeje a rychlost toku dosahuje 5 až 5,5 m/s. Níže hluboké údolí řeky rozděluje Čuginskou a Čoruodskou vysočinu a z východu ohraničuje Oljokmo-čarskou vysočinu. Dolina se rozšiřuje a rychlost toku klesá na 0,5 až 1,2 m/s. Ústí zprava do Leny.

### Přítoky
- zprava – Tungir, Ňukža
- zleva – Čara

## Vodní režim
Zdrojem vody jsou dešťové a sněhové srážky, přičemž role sněhu se zvyšuje směrem k dolnímu toku. Průměrný průtok vody činí 1 950 m³/s. V létě dochází k prudkým povodním. Zamrzá v říjnu a na horním toku v některých letech promrzá až do dna od února do března. Rozmrzá v květnu.

## Využití
Vodní doprava nákladů funguje po řece až k přítoku Tungir a dále po něm, jež je spojen silnicí s Transsibiřskou magistrálou. Doprava menších lodí (katerů) funguje až k ústí Eňuku. Nedaleko ústí řeky se na levém břehu Leny nachází město Oljokminsk.